# Norralatunneln
Norralatunneln ist ein Eisenbahntunnel in Schweden. 
Er liegt zwischen Söderhamn und Enånger an der Bahnstrecke Stockholm–Sundsvall (Ostkustbanan, deutsch Ostküstenbahn) in Gävleborgs län.

## Technische Daten
Der 3850 Meter lange Tunnel ist eingleisig und wurde 1999 für den Verkehr freigegeben. Er liegt in einer Steigung von etwa fünf bis zehn Promille. Der nördliche Tunneleingang liegt somit rund 30 Meter höher als der südliche Eingang. Der Tunnel ist in acht Überwachungsabschnitte eingeteilt, so dass der Fahrdienstleiter immer die Position des Zuges im Tunnel sehen kann. An drei Stellen sind Service-Tunnel vorhanden.
Im Netz von Banverket war der Tunnel bis 2009 der längste Eisenbahntunnel Schwedens. Länger sind der 1999 eröffnete Tunnel der privaten Bahnstrecke Arlanda Nedre–Arlanda Norra unter dem Flughafen Stockholm/Arlanda mit 5,08 Kilometern und der sechs Kilometer lange, 2009 eröffnete Namntalltunneln an der Botniabana.
Der Tunnel ist mit Toren ausgerüstet, die im Winter verschlossen werden. Damit soll durch die vorhandene Erdwärme das im Tunnel vorhandene Wasser nicht gefrieren. Die Tore bestehen aus einem sechsteiligen Vorhang, der aus zehn Millimeter dickem, gewebeverstärkten Gummi gefertigt ist. Diese Teile sind je 1,5 m breit, an der Decke aufgehängt und hängen frei nach unten. Die Tore können elektrisch und durch ein Sicherheitssystem gesteuert mit Gegengewichten geöffnet werden.
Die Tore sind durch Torsignale abgesichert, die bei offenen Toren ein weißes Licht zeigen. Die Torsignale haben zusätzlich für nicht ATC-gesteuerte Züge Vorsignale 800 Meter vor dem Torsignal. Diese blinken gelb, wenn die Tore geschlossen sind. Die Tore werden bei Annäherung eines Zuges immer gleichzeitig geöffnet und geschlossen.

## Weitere Informationen
Das Abraummaterial aus dem Norralatunnel wurde unter anderem verwendet, um Alirs Öga in Söderhamn, das größte Landschaftskunstwerk Schwedens, zu errichten.
Am 10. August 2013 blieb ein Zug mit rund 180 Reisenden im Tunnel stecken, weil wegen starker Regenfälle das Tunnelinnere überschwemmt wurde.